# Molho espanhol
Molho espanhol é um dos molhos; é preparado com um roux escuro a que se junta água ou caldo de carne, ossos e carne de vaca, vegetais, por vezes caramelizados, e condimentos, e se deixa ferver até reduzir; por vezes, acrescenta-se ainda puré de tomate. Este molho foi descrito por Escoffier no seu “Le guide culinaire”, assim como o demi-glace, um molho derivado em que se combina o molho espanhol com um caldo escuro e se deixa reduzir até obter uma pasta. 
Um exemplo da utilização do molho espanhol é com o lombo de vaca recheado com fígado de galinha e assado no forno. Neste caso, o molho é feito com os sucos da carne assada e com vinho, tornando-se mais próximo de um gravy, do que de um molho espanhol típico. 